# Kiyohiro Miura
Kiyohiro Miura (jap. 三浦清宏 Miura Kiyohiro; ur. 10 września 1930) – japoński prozaik, powieściopisarz, autor opowiadań, badacz literatury angielskiej i amerykańskiej. 

## Życie
Kiyohiro Miura studiował na Uniwersytecie Tokijskim. Dalszą edukację kontynuował w USA. Po powrocie do kraju pracował jako wykładowca języka angielskiego oraz literatury amerykańskiej i angielskiej.

## Twórczość
Za powieść Chōnan no shukke (Nasz syn zostaje mnichem) otrzymał w 1988 roku prestiżową nagrodę im. Akutagawy. Utwór zyskał dużą popularność i został przetłumaczony na kilka języków, m.in. na język angielski oraz polski.

## Wybrane dzieła
- Indianin z drapacza chmur (Maternō no Indian 1991, powieść)
- Pieśń z Kalifornii (California no uta 1989, powieść)
- W angielskiej mgle - Zapiski z przeżyć spirytualistycznych (Igirisu no kiri no naka e - Shinrei taiken kikō  2008, esej)